# U-Bahn-Station Nestroyplatz
Nestroyplatz is een metrostation in het district Leopoldstadt van de Oostenrijkse hoofdstad Wenen. Het station werd geopend op 24 november 1979 en wordt bediend door lijn U1. Het plein boven het station is in 1932 genoemd naar toneelschrijver en acteur Johann Nestroy die regelmatig optrad in het naastgelegen Cariltheater dat in de Tweede Wereldoorlog werd verwoest. Vlak bij het station, voor de huisnummers 17 – 19, staat een standbeeld van Nestroy dat in 1929 gegoten werd. Het standbeeld stond aanvankelijk tussen het theater en de Nestroyhof, maar werd in 1983, na afsluiting van de metro werkzaamheden, bij het station geplaatst.

## Aanleg
Het station Nestroyplatz werd gebouwd met de openbouwput methode terwijl de tunnel onder het Donaukanaal tussen Schwedenplatz en Nestroyplatz geboord met de Wiener Maulwurf. Deze tunnelboormachine, die geschikt was voor verzadigde bodems en los sediment,werd op 26 mei 1977, na de voltooiing van de tunnel, buitendienst gesteld. Latere tunnels werden met de Neue Österreichische Tunnelbaumethode gebouwd en pas 26 later werd bij de verlenging van de U1 weer een vergelijkbare tunnelboormachine gebruikt. De bouwwijze had tot gevolg dat de tramlijnen A, Ak, B en Bk naar de rand van de Praterstraße verlegd moesten worden. Het station ligt direct onder de rijbaan van de Praterstraße. In verband met de diepe ligging van de metrosporen die vlak naast het station onder het Donaukanaal lopen kent het station 2 etages.

## Ligging en inrichting
Het station beschikt over een eilandperron dat onder de Praterstraße.ligt tussen de Komödiengasse en de Rotensterngasse. De toegangen, met vaste trappen en roltrappen, bevinden zich aan weerszijden van de Praterstraße, de Komödiengasse en in de Weintraubengasse. In het eerste decennium van de 20e eeuw kreeg het station een lift die direct op het perron uitkomt vanaf een vluchtheuvel in de Praterstraße.
Naast een van de drie toegangen rond de Nestroyplatz ligt de Tempelgasse met een restant van de Leopoldstädter Tempel die tijdens de novemberpogrom in 1938 verwoest werd. Als herinnering hieraan staan er vier witte zuilen op de plaats van de tempel.
Het station Nestroyplatz werd op 24 november 1979 geopend waarmee het mogelijk was om vanaf de Stephansplatz via de Schwedenplatz tot in het 2e district te rijden. Dit was de tweede verlenging van de U1 nadat in 1978 de deeltrajecten Reumannplatz - Karlsplatz en Karlsplatz – Stephansplatz in dienst kwamen. Het station was tot 28 februari 1981 het noordelijke eindpunt van de lijn.

## Uitwerking
De opening van het metrostation leidde aanvankelijk niet tot de gehoopte opleving van de buurt rond de Praterstraße, die zich in de vooruitblik van de stadsplanners na de opening van de metro tot winkelboulevard zou ontwikkelen. De Galaxy-toren van architect Josef Becvar, die ook hotel Europa in Salzburg ontwierp, werd in 1975 gebouwd met het oog op de komst van de metro. De toren op de plaats van het vroegere Cariltheater stond ook na de opening van het metrostation nog jaren vrijwel leeg. Het duurde tot begin jaren 90 van de 20e eeuw voordat de redactie en verkoop afdeling van de uitgeverij News haar intrek namen in de toren. In 2001-2002 verhuisde de uitgeverij naar de Media Tower, waarop onder leiding van architect Martin Kohlbauer de toren met 6 verdiepingen werd verhoogd tot 21 etages en vervolgens Galaxy21 werd genoemd. De foyer loopt nu vrijwel tot de toegang in de Komödiengasse. In Galaxy21 zijn een filiaal van de wereldbank, de Bundeswettbewerbsbehörde en het Bundesvergabeamt gevesitgd.
Op de hoek van de Praterstraße en de Aspernbrückengasse werd ook een nieuwe kantorentoren gebouwd op de plaats van het belastingkantoor. Deze toren werd betrokken door de tv-zender ATV die er naast kantoren ook studio's en productieruimtes heeft. De belastingkantoren tussen het Donaukanaal en de Donau zijn samengevoegd en ondergebracht in een kantoor bij station Kagran.

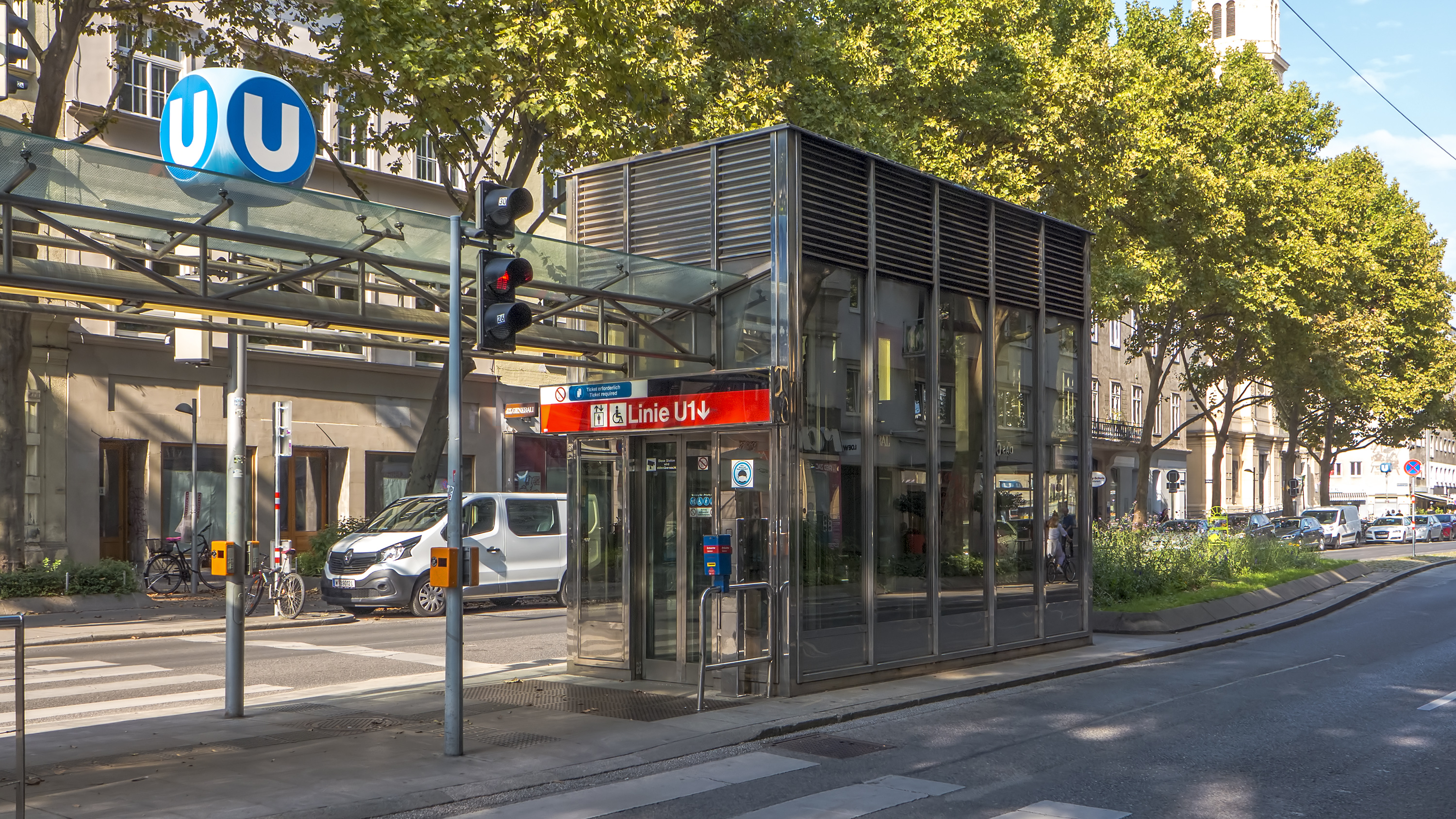
De lift op de vluchtheuvel.
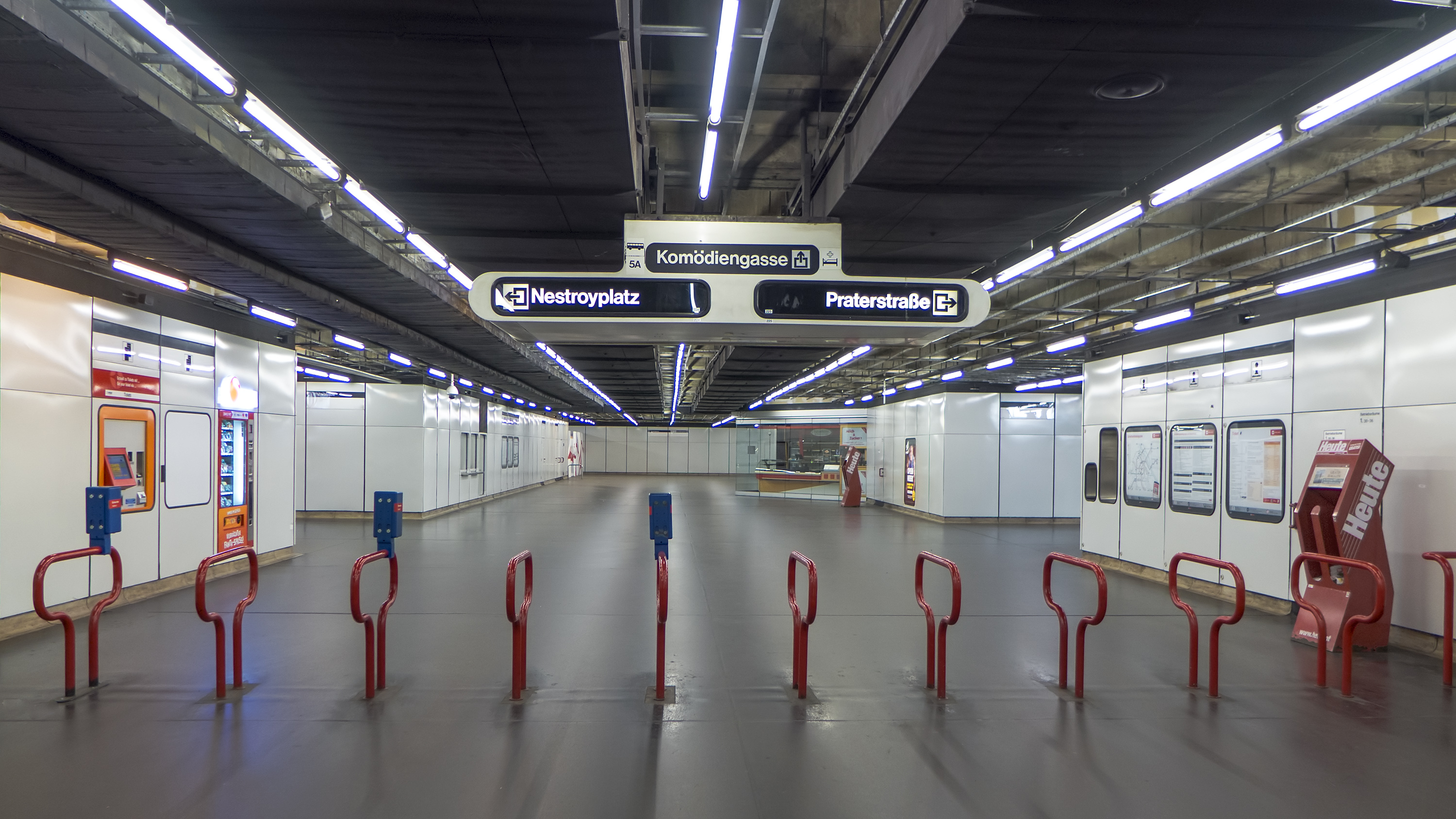
De verdeelhal.
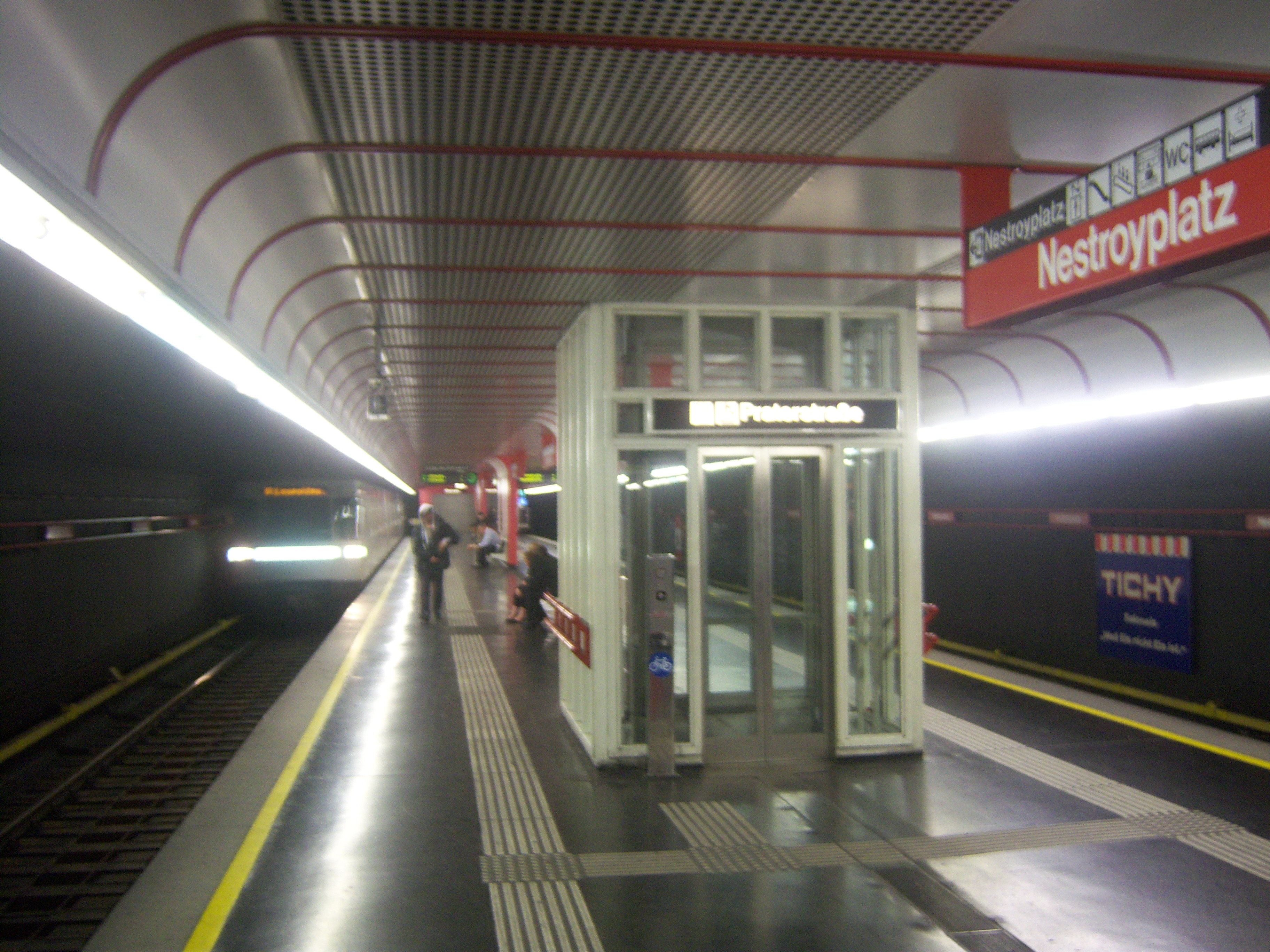
De lift op het perron.